# 米原市立河南小学校
米原市立河南小学校（まいばらしりつ かなんしょうがっこう）は、滋賀県米原市枝折にある公立小学校。2013年（平成25年）4月1日に、当時の醒井小学校と息郷小学校（おきざと）が統合してできた小学校である。

## 沿革
- 2013年4月1日 - 米原市立醒井小学校と米原市立息郷小学校が統合し米原市立河南小学校が開校

## 学区
河南、樋口、三吉、西坂、番場、一色、醒井、枝折、下丹生、上丹生
また、河南、樋口、三吉、西坂、番場についてはスクールバスが運行されている。

## 進学先中学校
米原市立河南中学校